# Lauzun
Lauzun – miejscowość i gmina we Francji, w regionie Nowa Akwitania, w departamencie Lot i Garonna.
Według danych na rok 1990 gminę zamieszkiwało 766 osób, a gęstość zaludnienia wynosiła 32 osób/km² (wśród 2290 gmin Akwitanii Lauzun plasuje się na 538 miejscu pod względem liczby ludności, natomiast pod względem powierzchni na miejscu 404).